# André Bonnaire
Pour les articles homonymes, voir Bonnaire.
André Jean  Marie Bonnaire, né le 1er février 1901 à Landrecies et mort le 21 juillet 1962 dans la même commune, est un homme politique français.

## Biographie
Employé des chemins de fer, André Bonnaire est maire de Landrecies, en France, à deux reprises : de décembre 1940 à septembre 1944, période où il est nommé conseiller départemental du Nord par le gouvernement de Vichy, et d'octobre 1947 jusqu'à son décès.
En octobre 1945, il est candidat sur la liste radicale-socialiste dans la troisième circonscription du Nord mais celle-ci n'obtient aucun élu. À nouveau candidat en juin 1946, sur la liste du Rassemblement des gauches républicaines (RGR), il n'a pas plus de succès.
André Bonnaire fait son entrée au conseil général en 1949, en étant élu dans le canton de Landrecies sous l'étiquette du RPF. Réélu en 1955, avec le Parti radical-socialiste, il reste sur les blancs de l'assemblée départementale jusqu'à sa mort.
Tête de liste du PRS aux élections législatives de 1956, il parvient à se faire élire député de la 3e circonscription en recueillant 42 389 voix et devient le premier élu (sous la IVe République) du Parti radical dans le département du Nord. Il ne se représente pas en 1958 après avoir échoué aux élections sénatoriales organisées quelques mois avant. Candidat de la Gauche démocratique un an plus tard, il recueille seulement 49 voix et ne réussit pas à entrer au Palais du Luxembourg.
Une place de Landrecies porte son nom.

## Détail des fonctions et des mandats

### Mandat parlementaire
- 2 janvier 1956 - 8 décembre 1958 : député du Nord

### Mandats locaux
- décembre 1940 - septembre 1944 : maire de Landrecies
- mars 1949 - juillet 1962 : conseiller général du canton de Landrecies
- octobre 1947 - juillet 1962 : maire de Landrecies

## Décorations
- Officier d'académie
- Officier de l'ordre du Mérite agricole
- Chevalier du Mérite social
- Médaille d'honneur de la SNCF